# 阿尔贝·卡恩博物馆

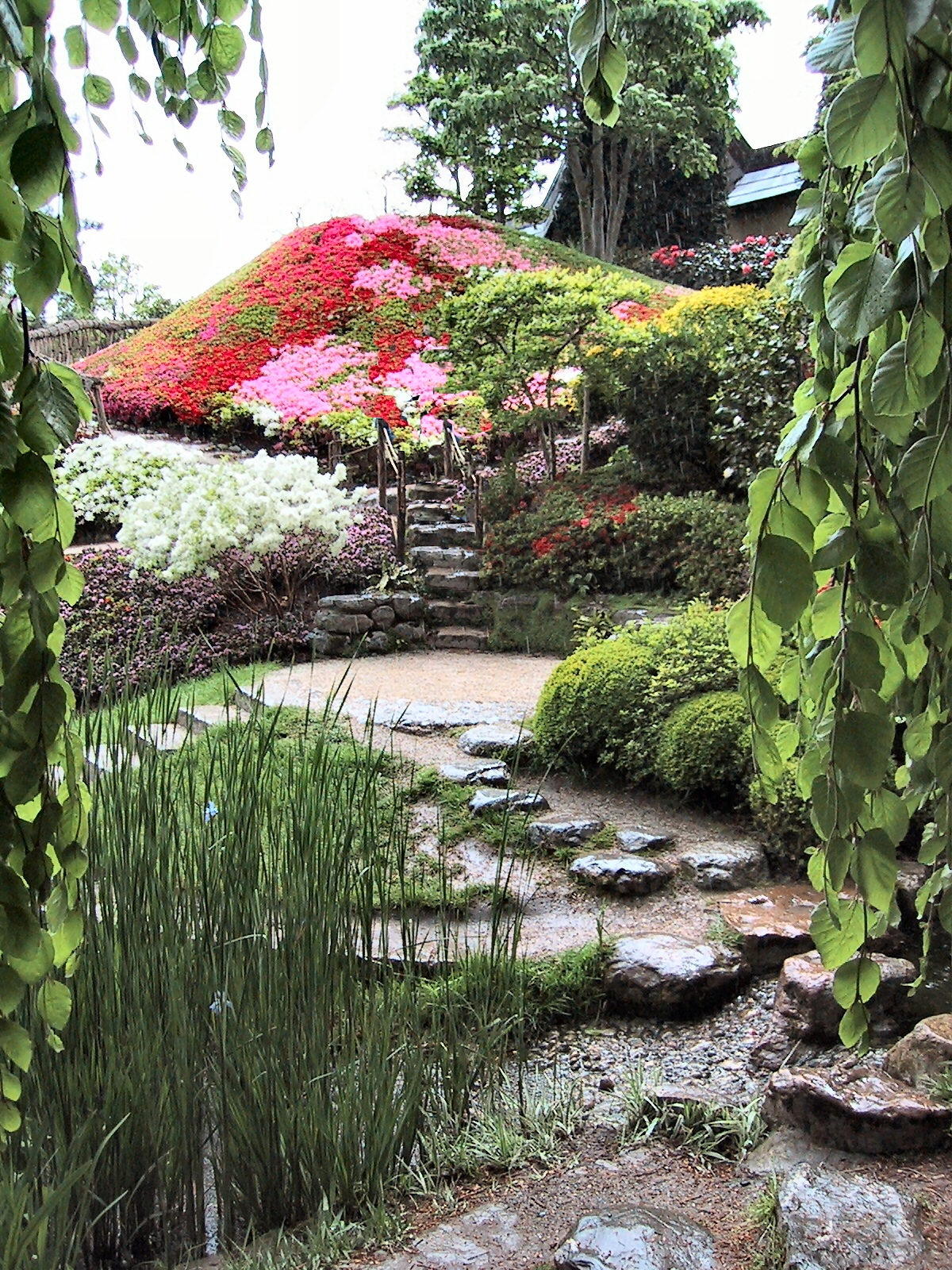

阿尔贝·卡恩博物馆（Musée Albert-Kahn）是法国布洛涅-比扬古的一座博物馆，位于港口路（rue du Port）14号，包括四公顷的花园，结合各种民族传统的景观。博物馆收藏了银行家和慈善家阿尔贝·卡恩收藏的历史照片和电影。
自2014年9月起，建筑师隈研吾与DUCKS scéno合作，扩建和翻新博物馆。

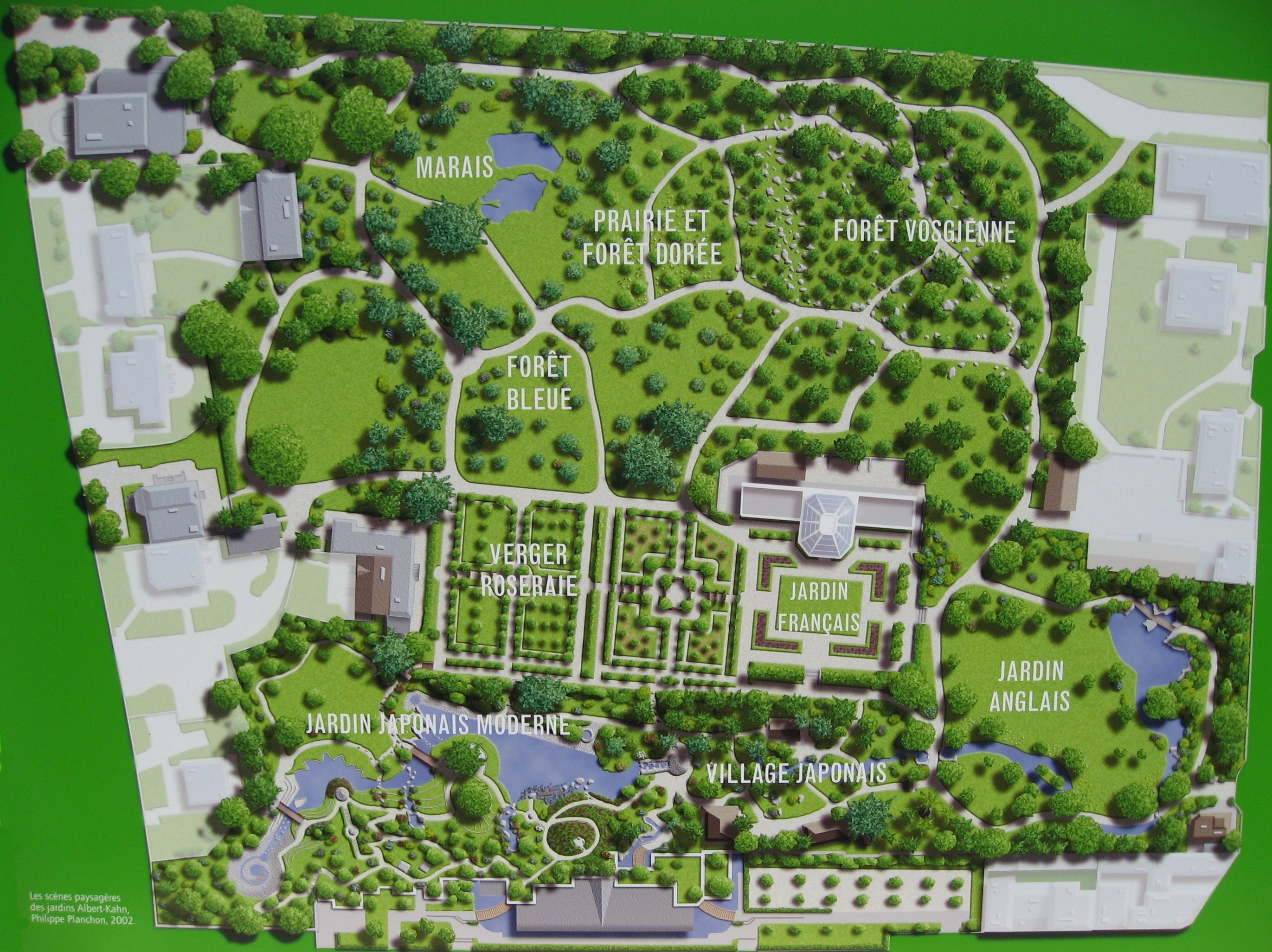
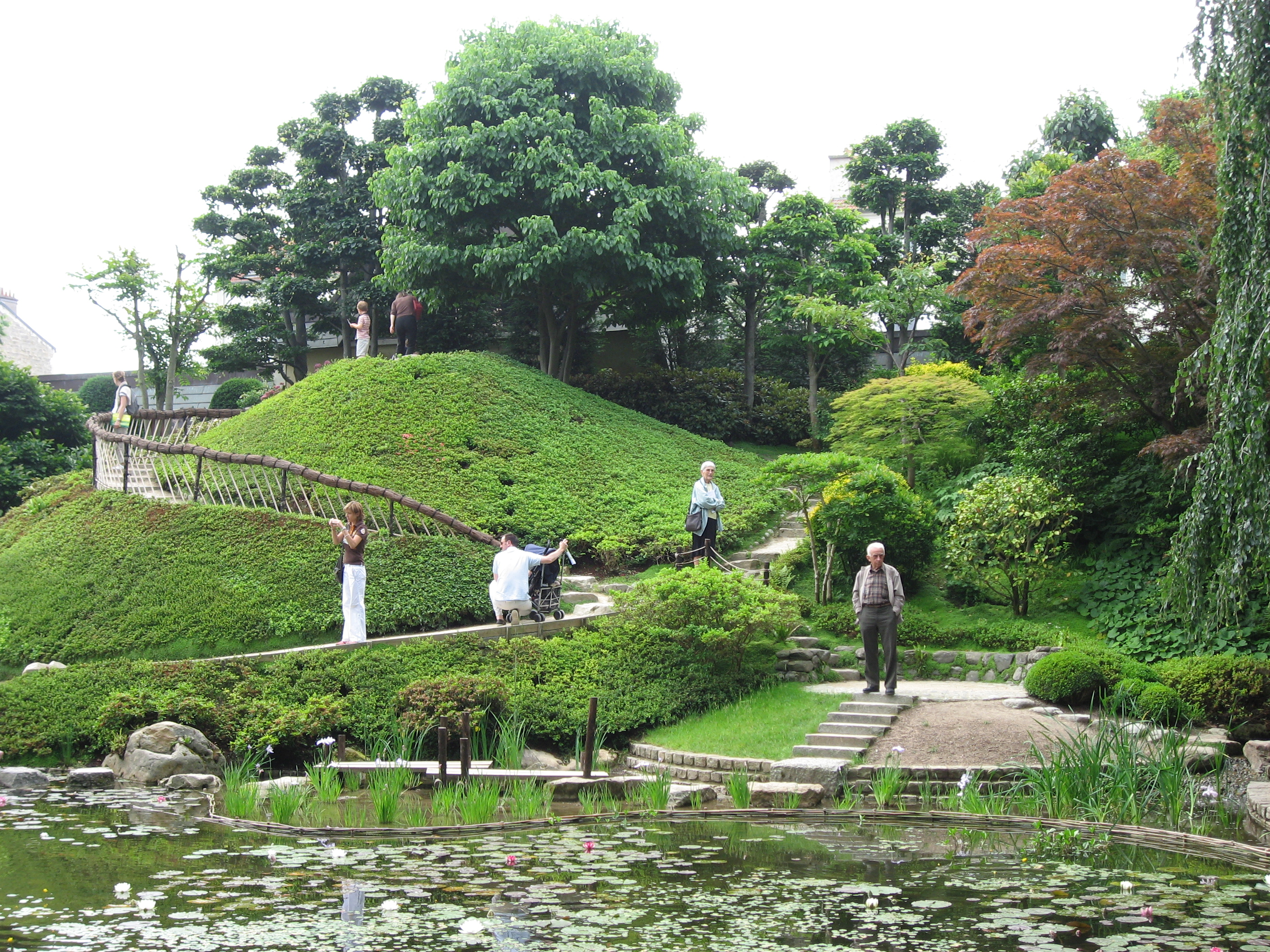
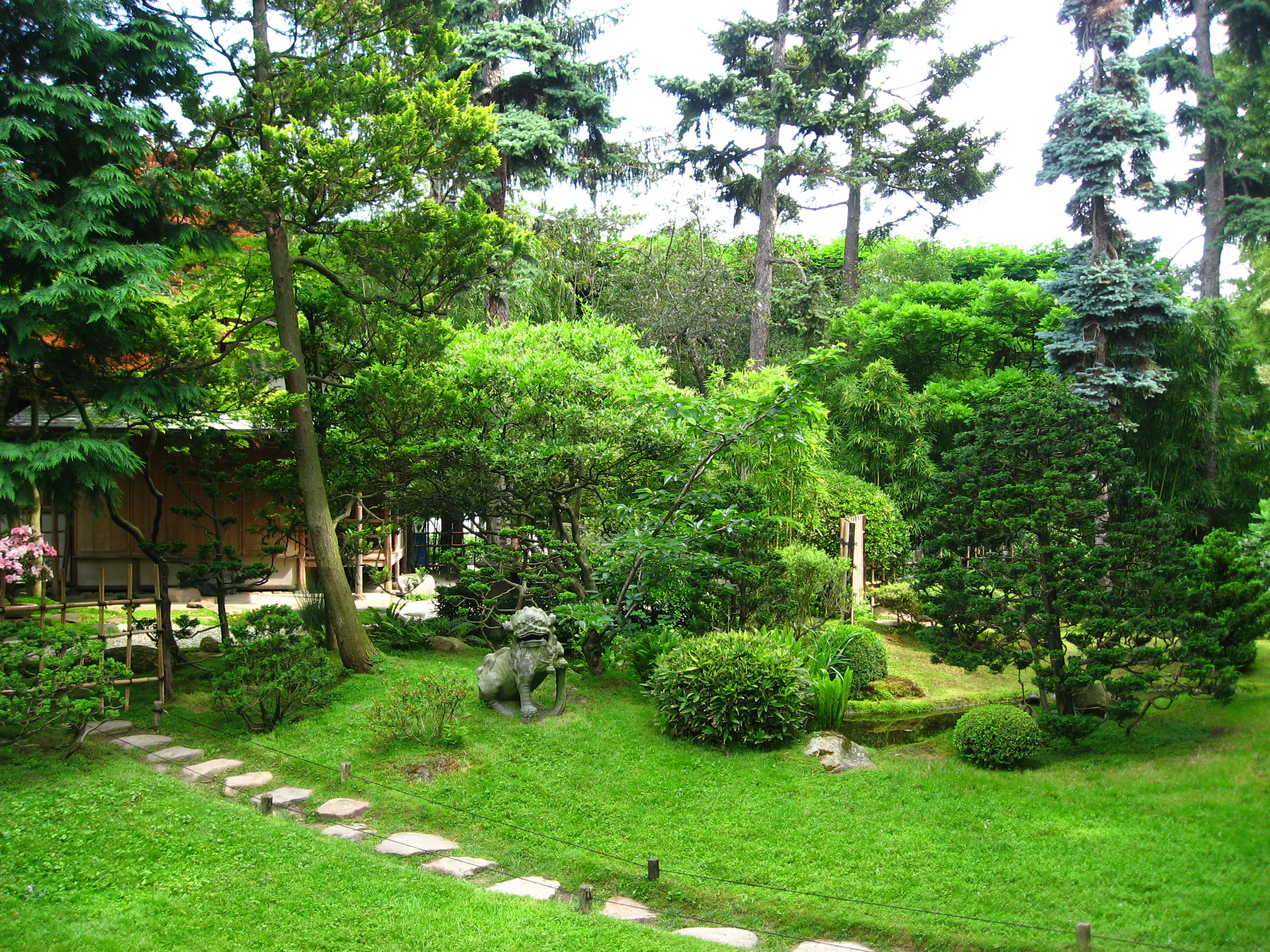
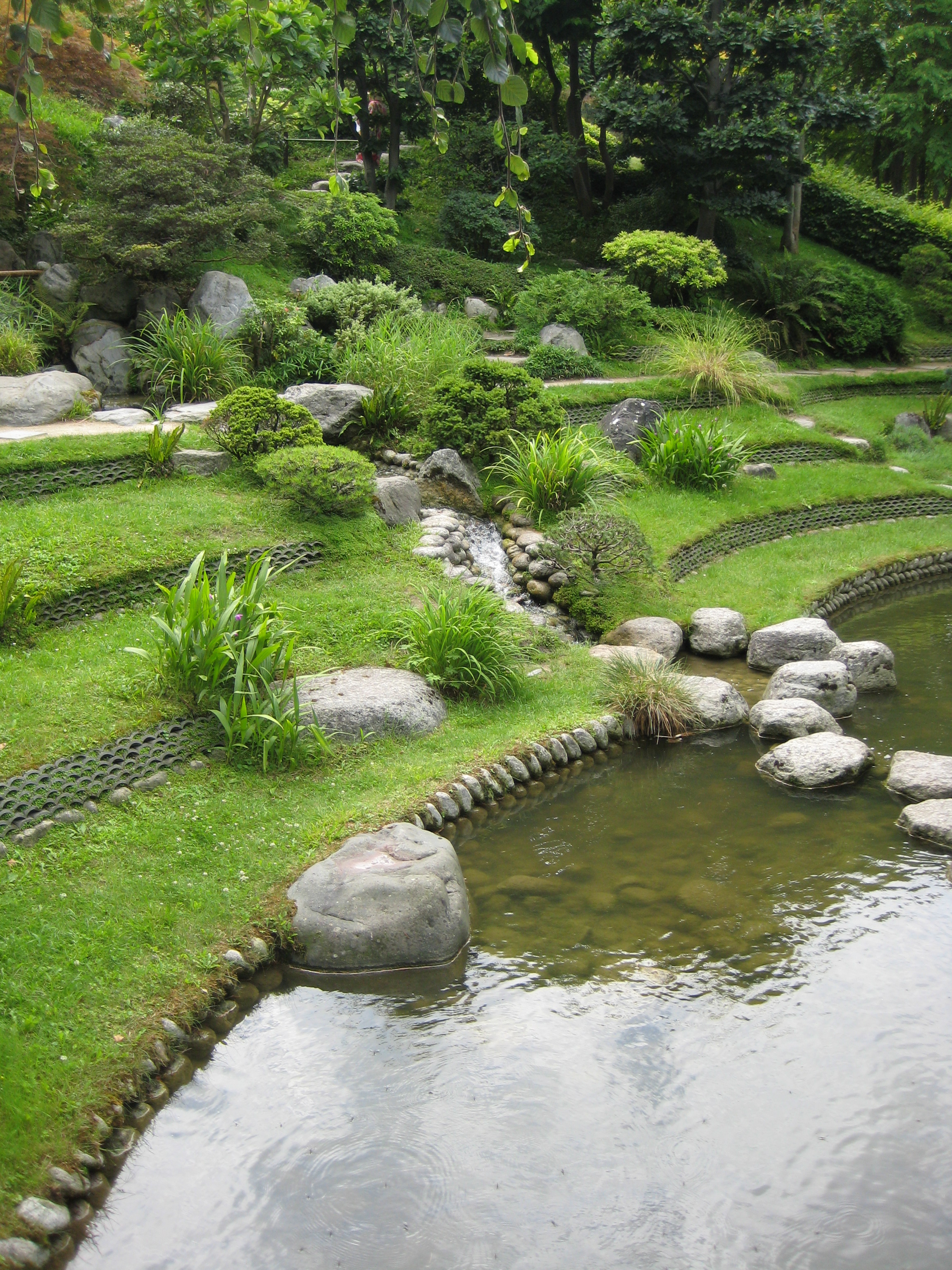
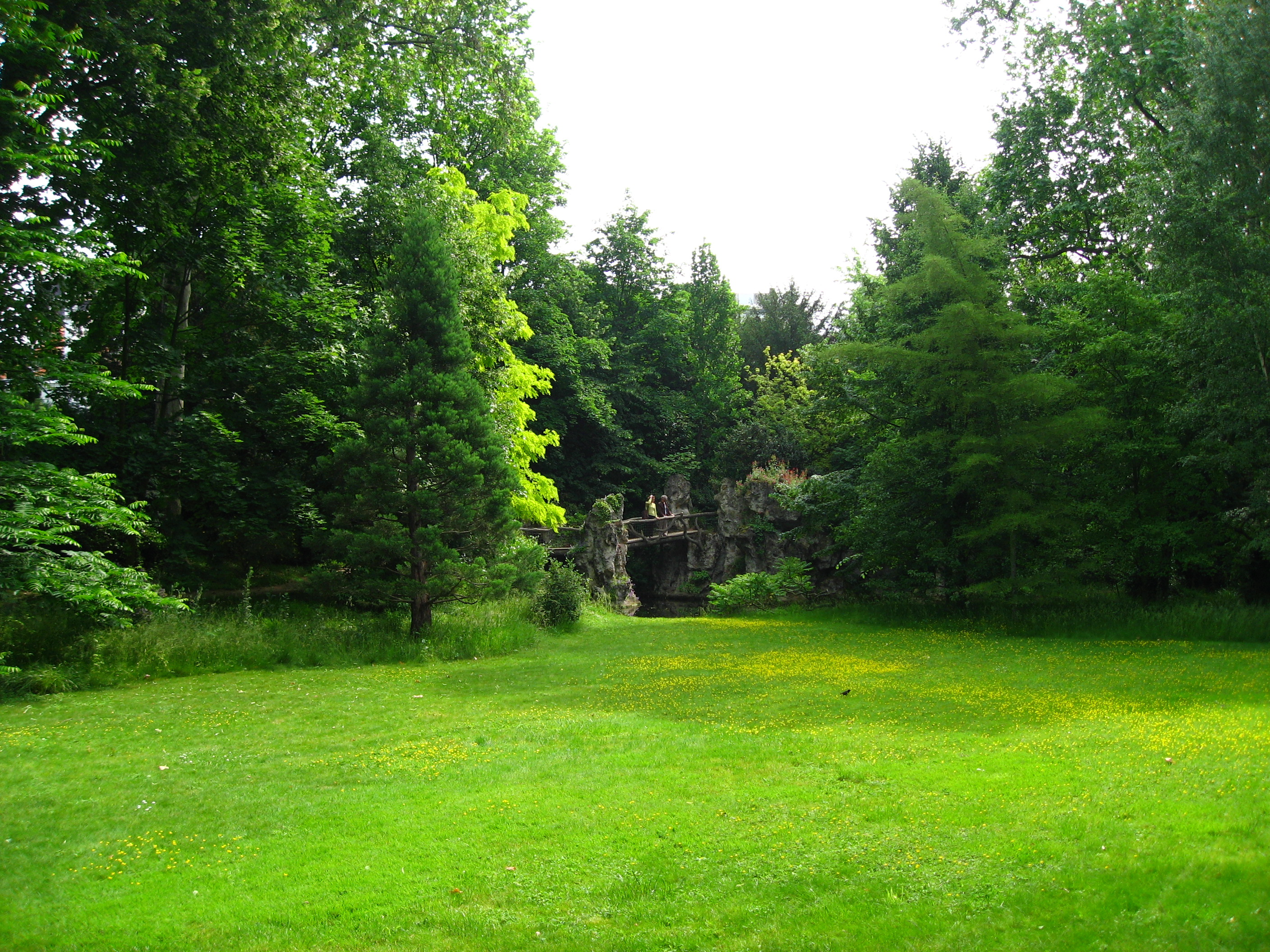
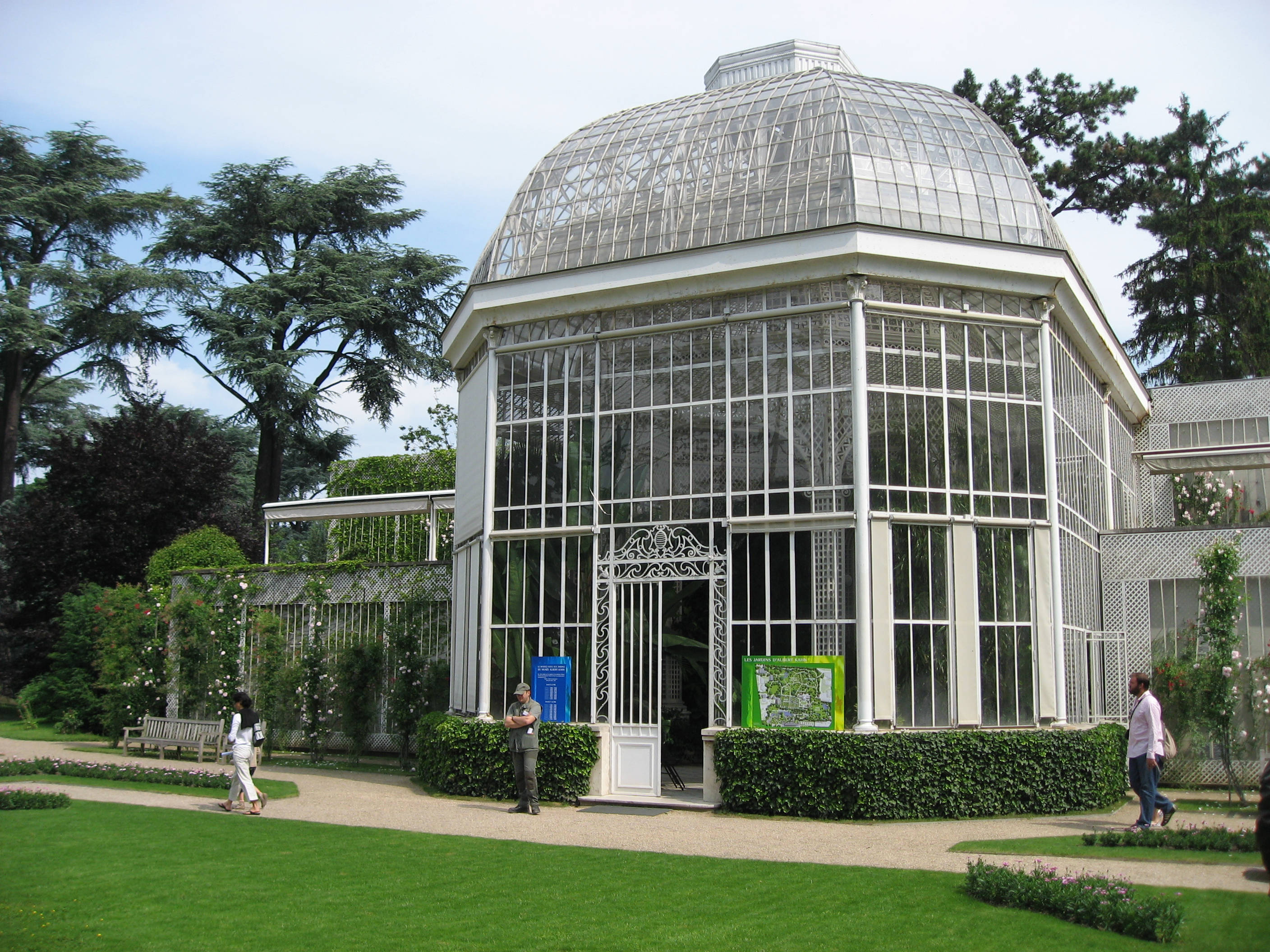
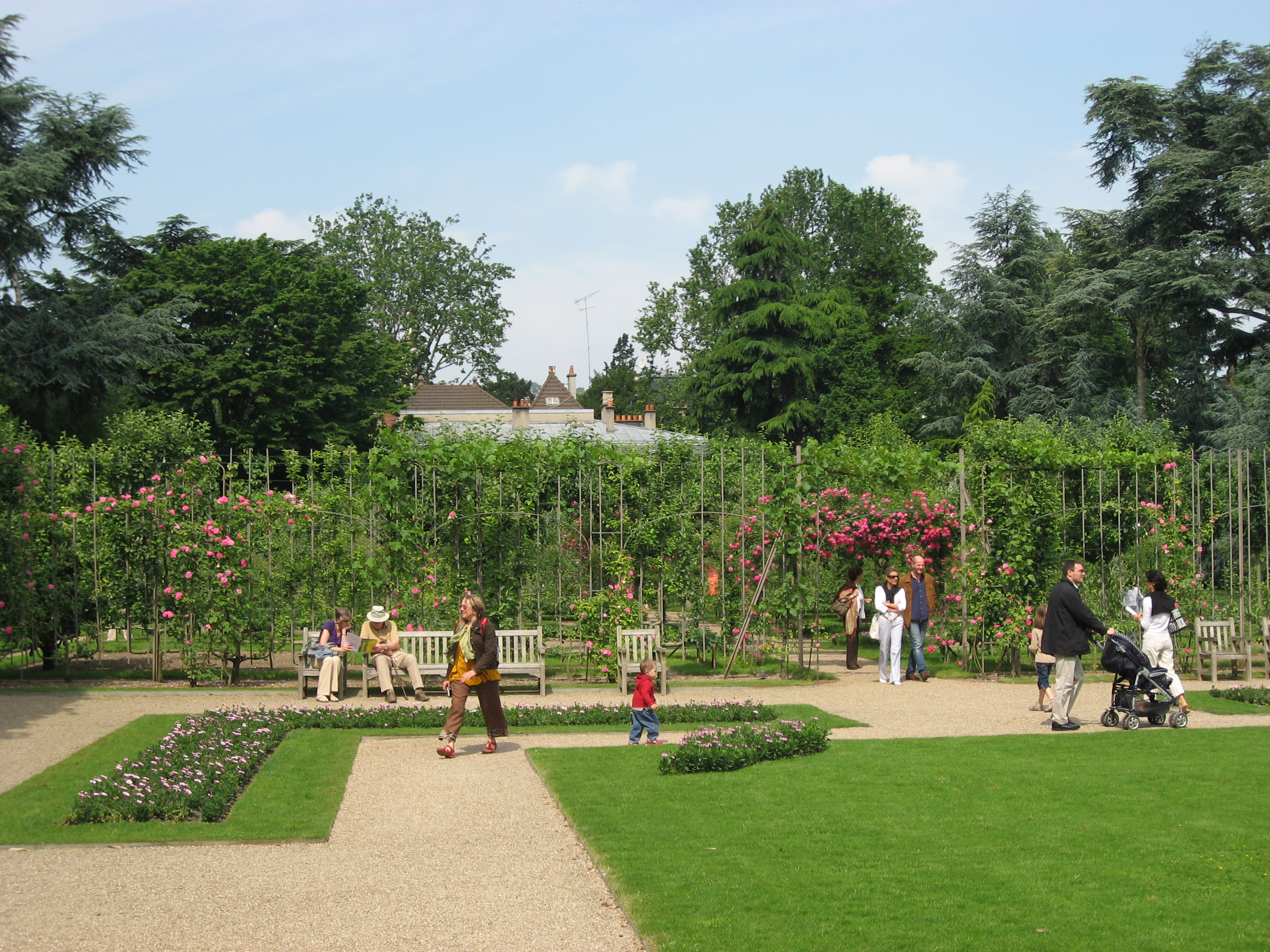
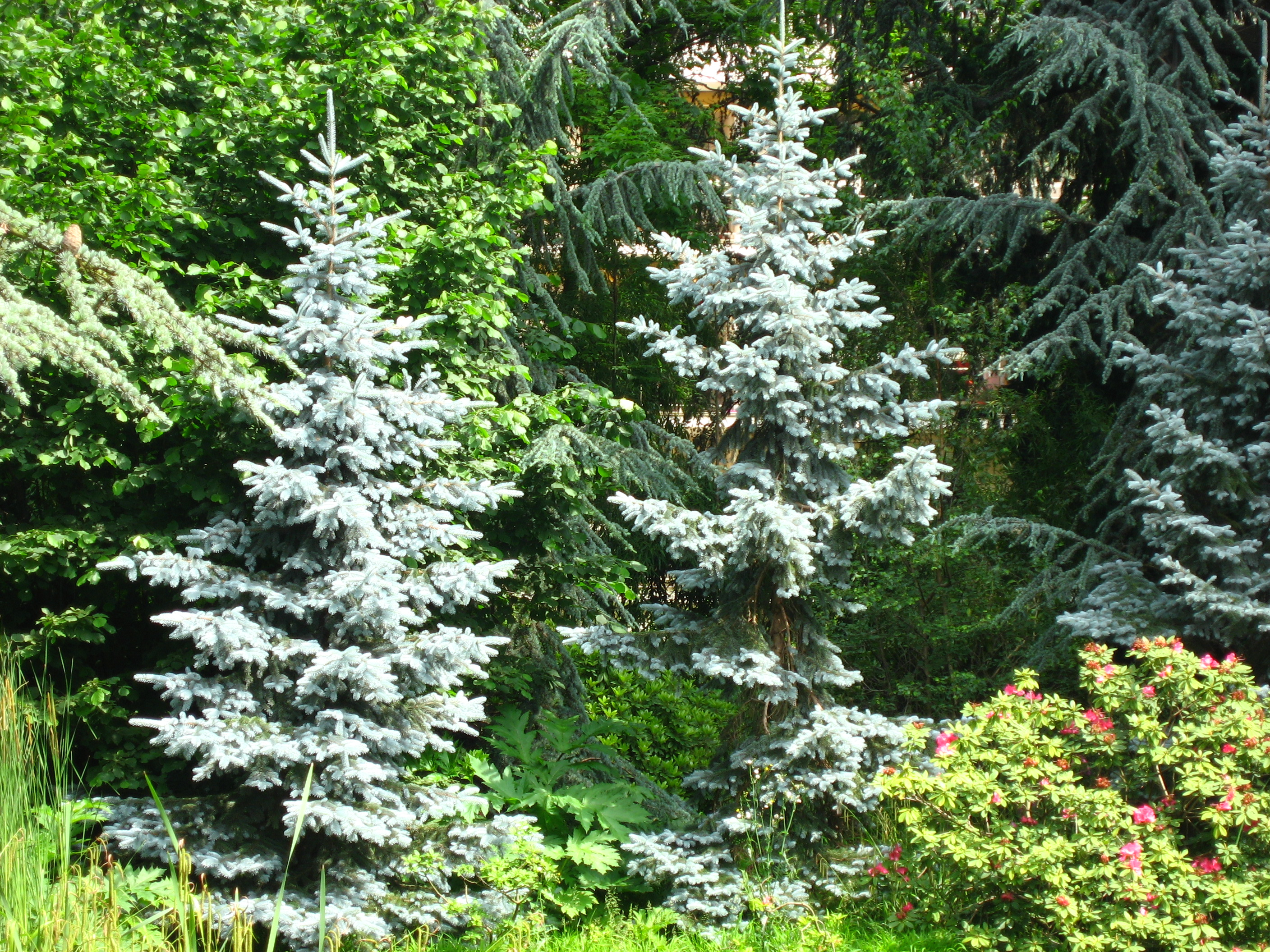
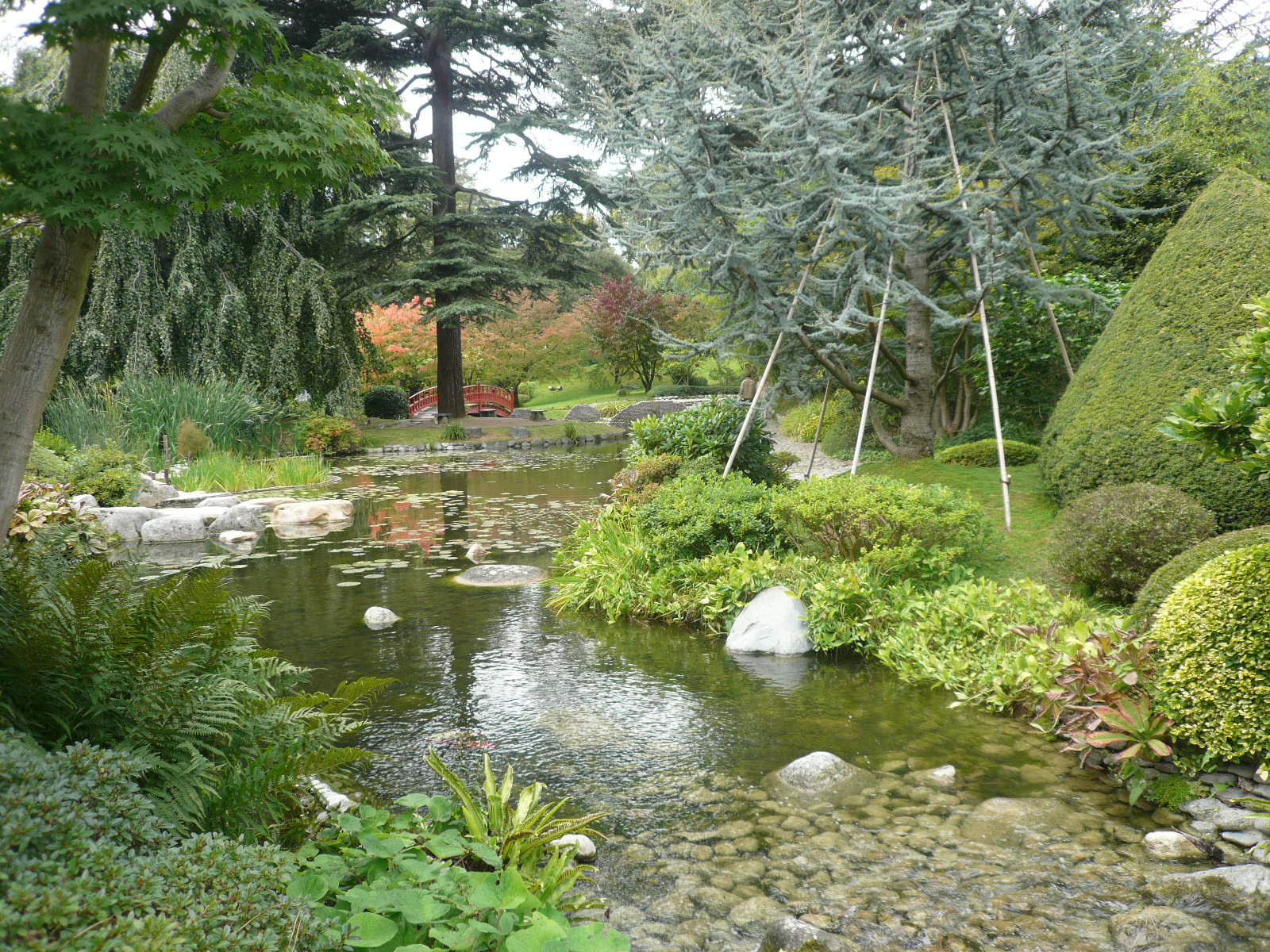
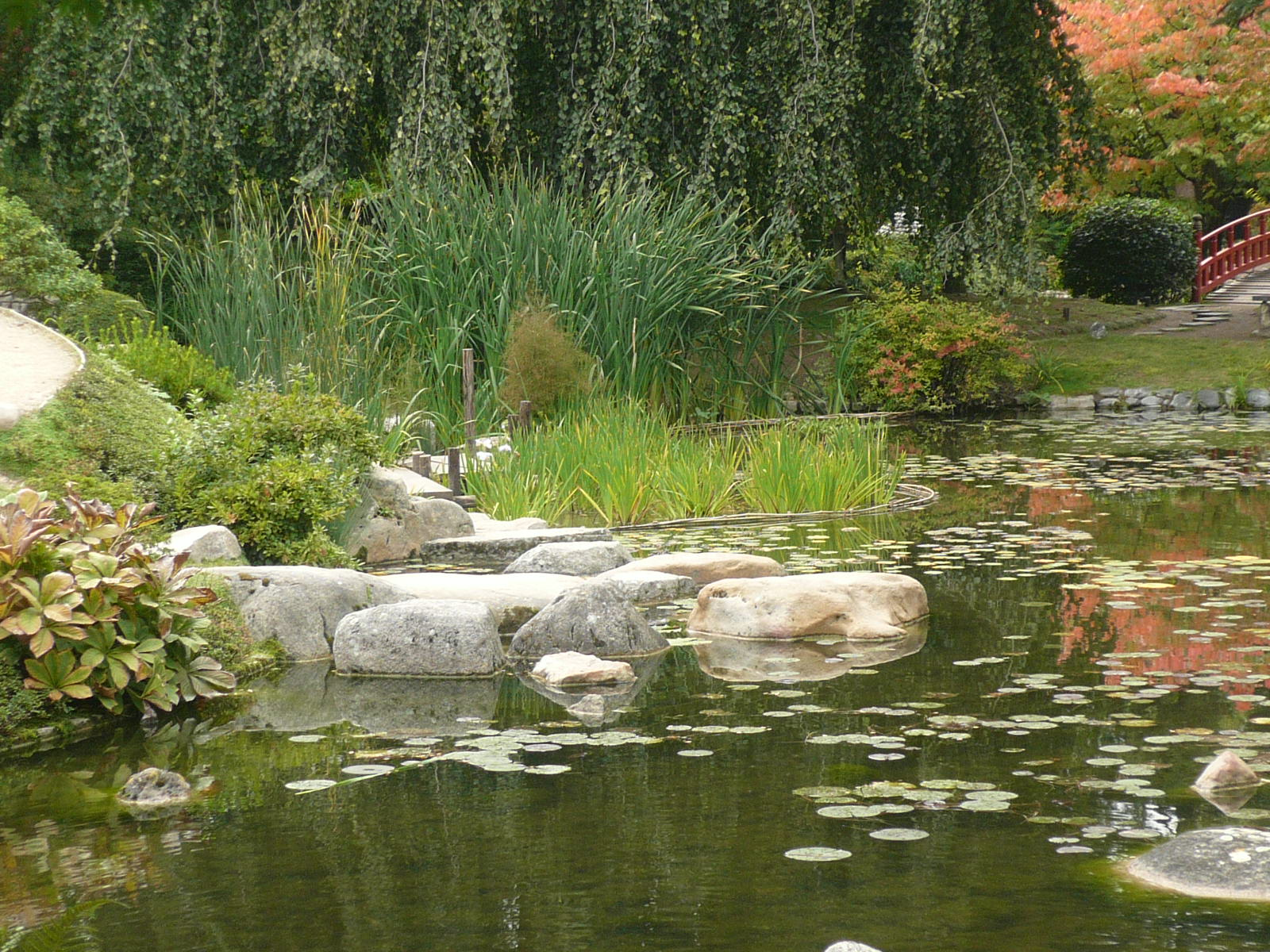
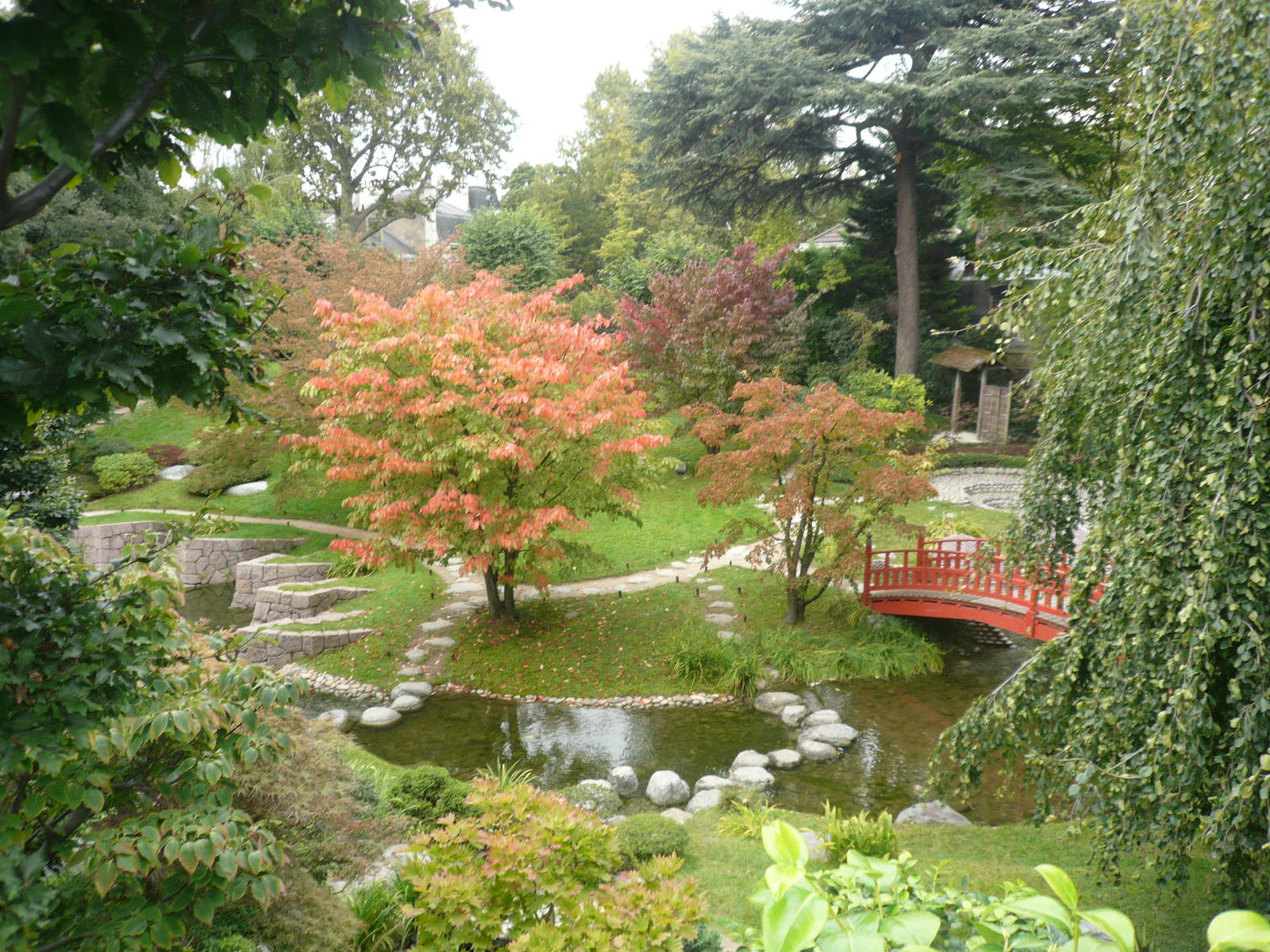
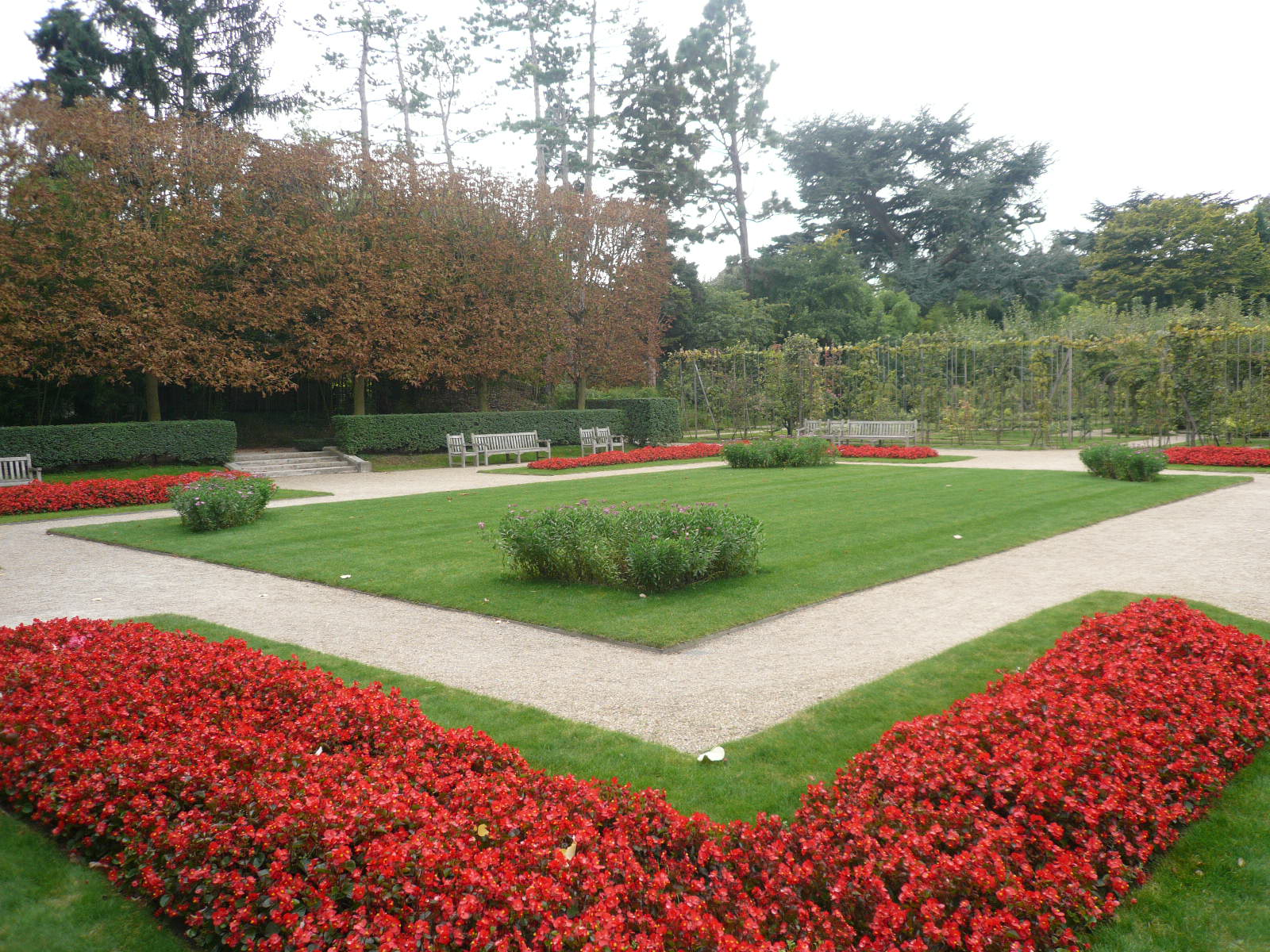
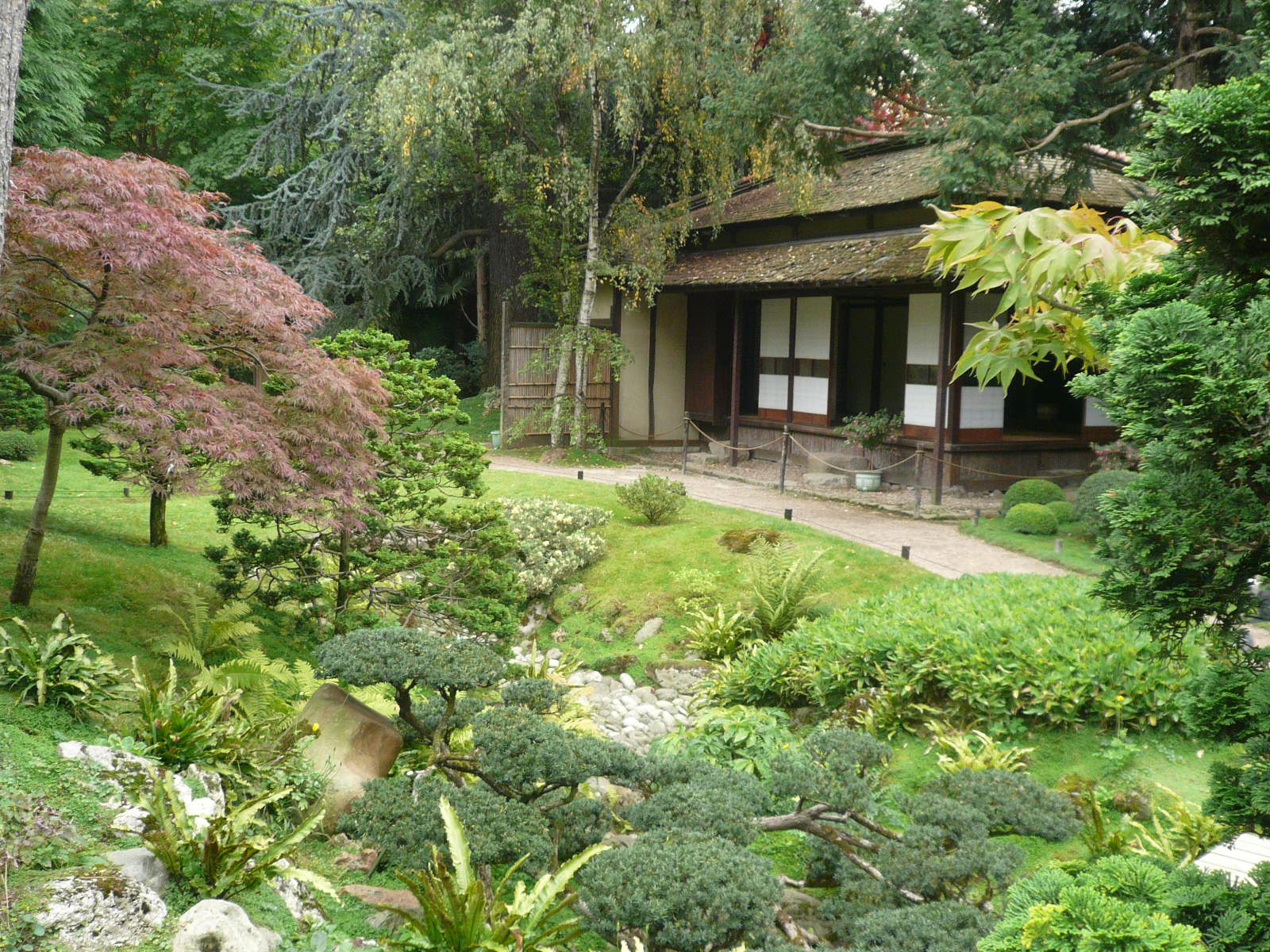
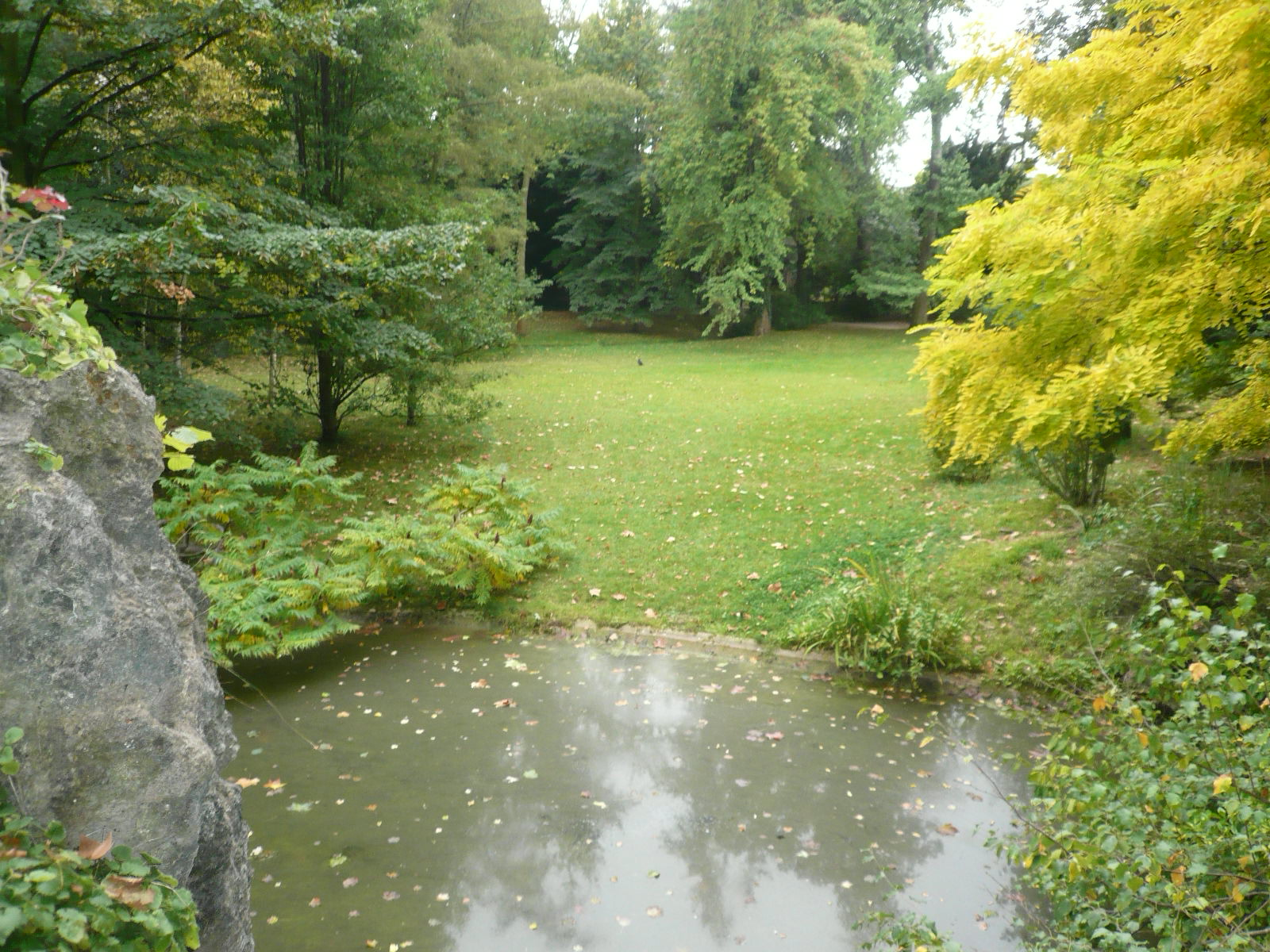
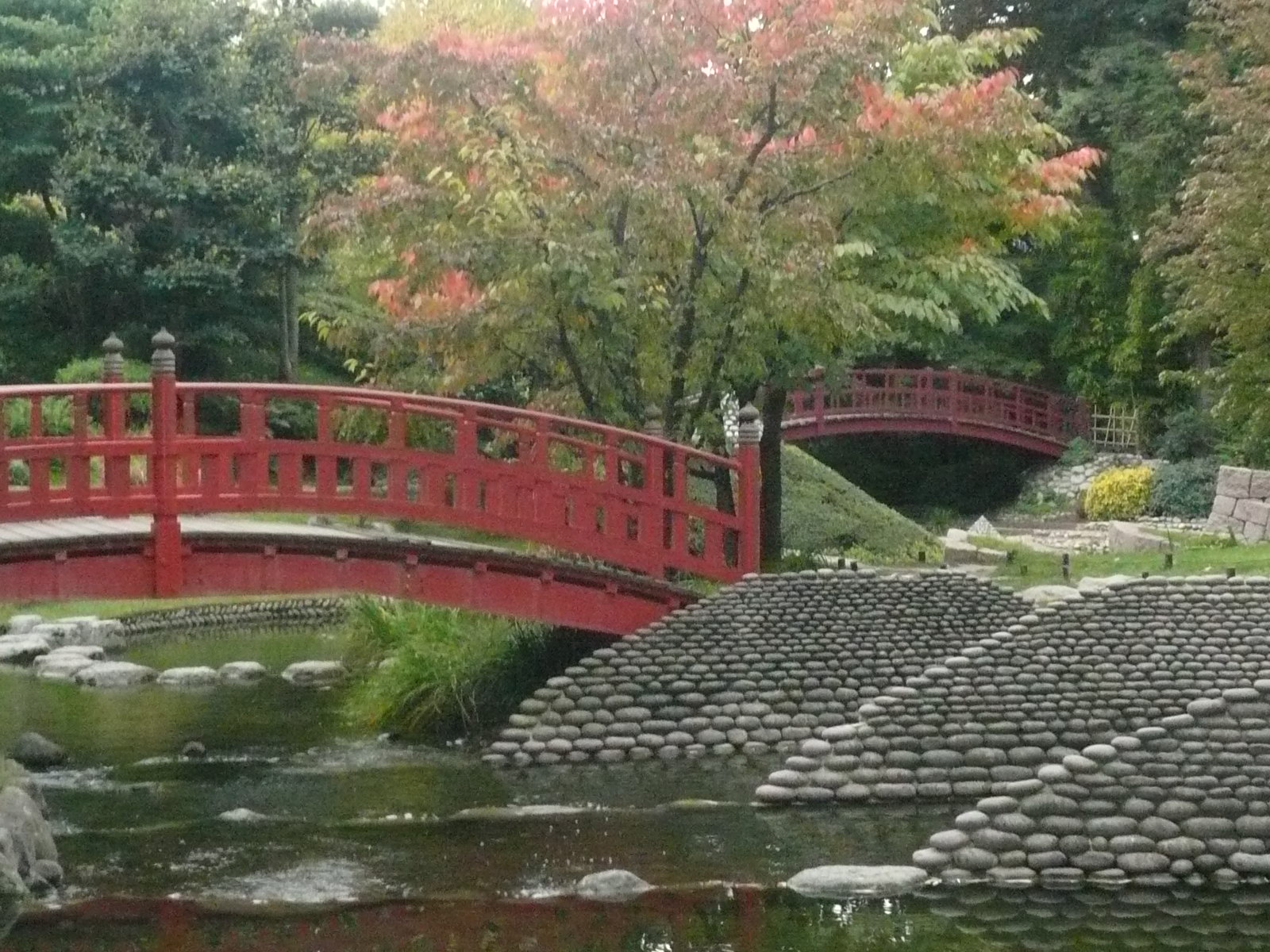
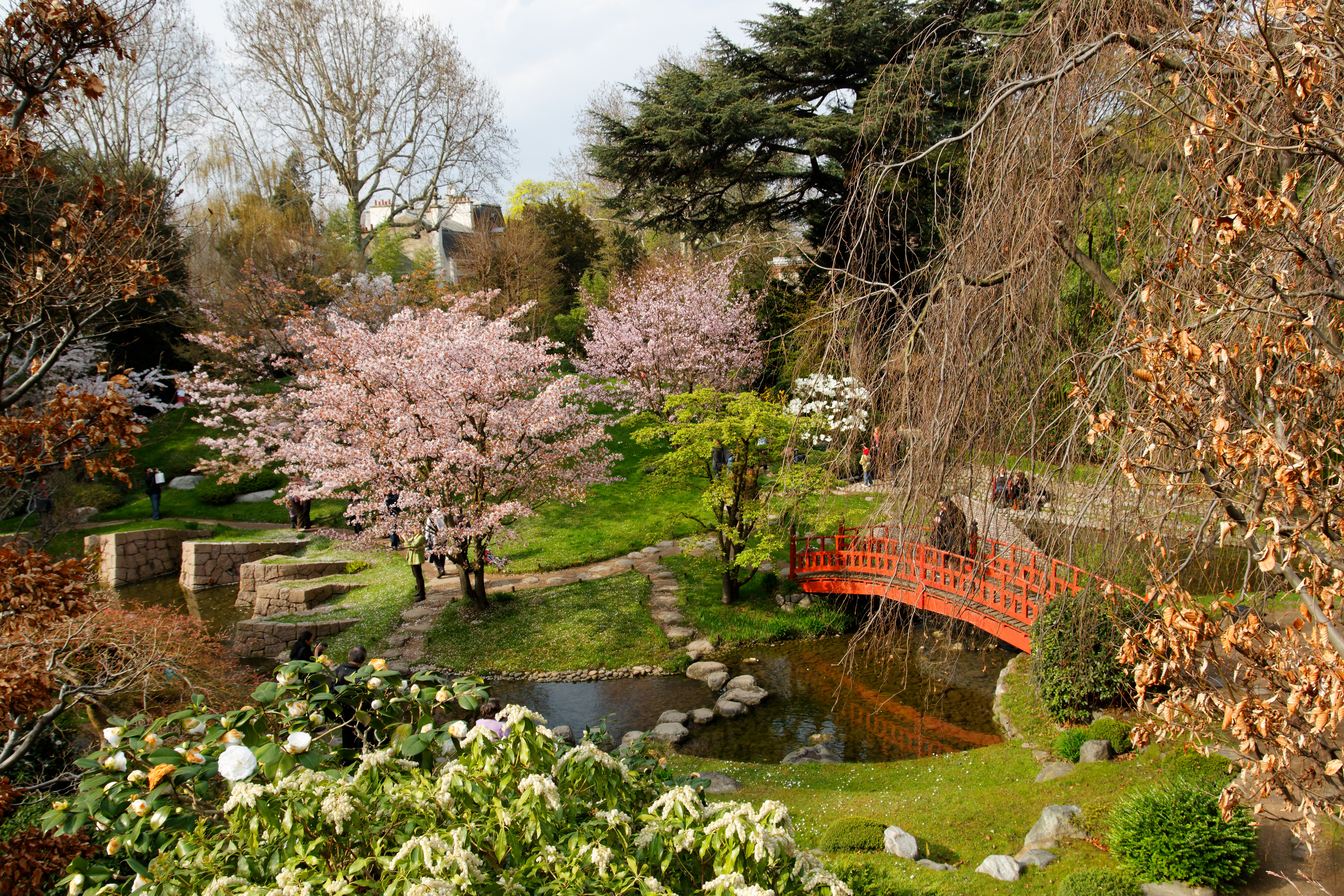
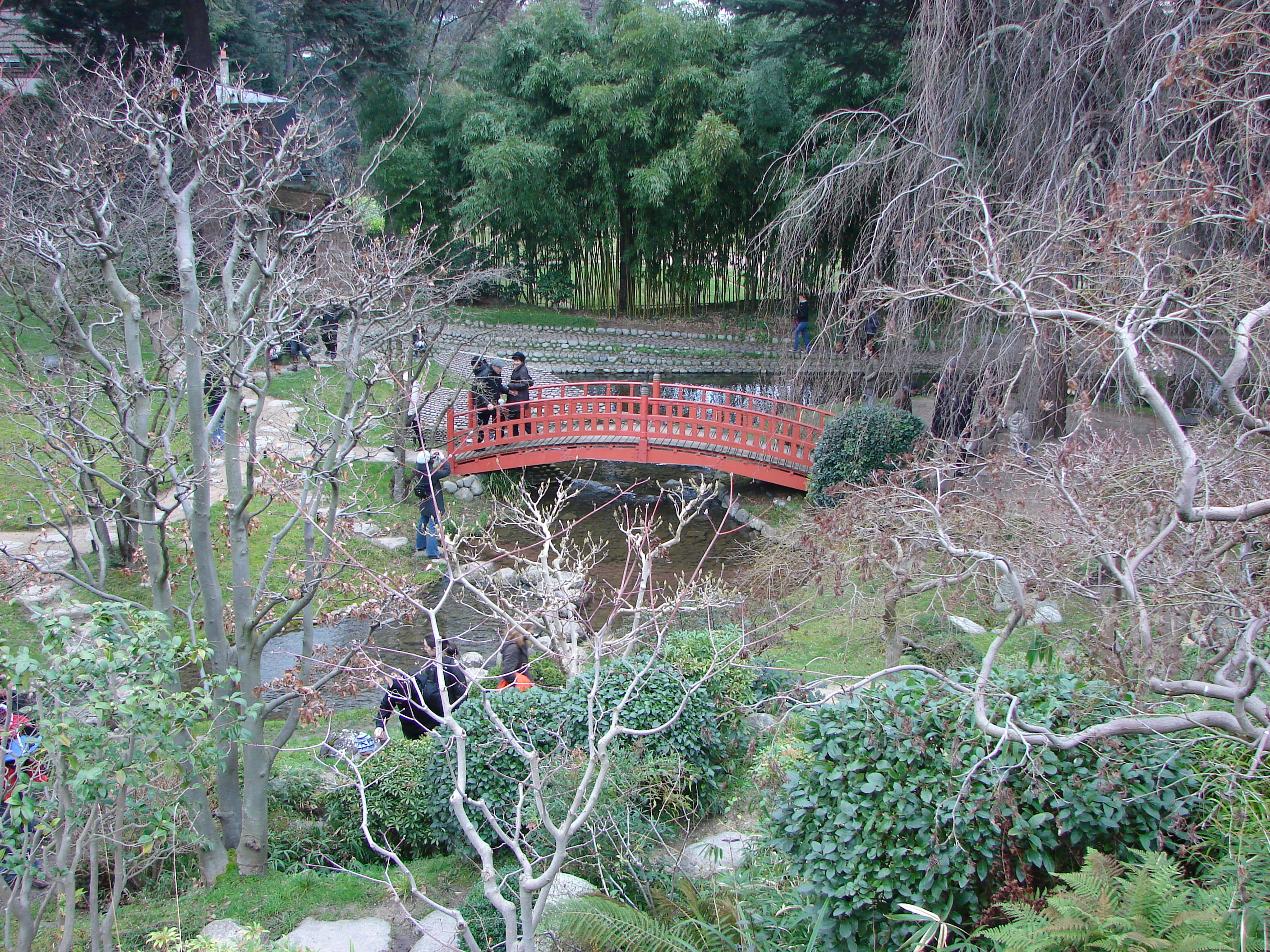